# Erdélyi Mihály (operettszerző)
Erdélyi Mihály (Szeged, 1895. május 28. – Budapest, 1979. február 1.) magyar színész, színházigazgató, színpadi szerző, rendező és balettmester.

## Élete
Erdélyi Mihály kőműves és Bárkányi Julianna fia. Az első világháború idején a haditengerészetnél szolgált. Először 1918 novemberében lépett fel a Bebel Színházban, majd 1919-ben fejezte be tanulmányait az Országos Színészegyesület színiiskolájában. Ezt követően vidéki városokban szerepelt egy vándortársulattal, majd 1921–22-ben Kecskeméten, 1922-től 1924-ig pedig Kaposvárott működött. 1922-től már bemutatták operettjeit is. 1925–26-ban a Magyar Műszínkör művésze volt, ahol mint színész, rendező és balettmester dolgozott. 1929–30 nyarán ugyancsak színész és rendező volt, majd 1927-ben a Budapesti Színházhoz szerződött, ahol 1929-ig játszott.
1927 októberétől decemberig vezetője volt a Kőbányai Színháznak (Színkörnek), majd 1930 novemberében az Angyalföldi Színpad élére került. 1932–33-ban fellépett a Bethlen téri Színpadon, ugyanitt mint rendező is dolgozott. Ő nyitotta meg 1933 decemberében a Józsefvárosi, 1934 márciusában az Erzsébetvárosi, 1935 áprilisában pedig az Óbudai Kisfaludy Színházat. Ezután 1938-ban a Márkus Parkszínház igazgatója lett 1944-ig. Közben 1940 májusában a Kőbányai Színház, 1941. június–júliusban pedig a rákosszentmihályi fedett Kertszínház vezetője volt. 1945-ben a Józsefvárosi Színházban dolgozott, 1946-ban rendezőként tevékenykedett a Béke Színházban, majd 1947-ben visszavonult, azonban 1955-től a József Attila Színházban, 1957-től 1959-ig a Magyar Néphadsereg Színházában még színpadra lépett.
Librettistaként, zeneszerzőként autodidakta volt. A címadáshoz különösen nagy érzéke volt. „Erdélyi Mihály olcsó színházat adott, nagyszerű művészeket léptetett fel. És dallamai bizonyos években »városi népdallá« váltak.”

## Ismertebb dalai
- A Dunaparton este zene szól
- A házunktetején zsupfödél van
- A János-hegynek hegye van
- A vén Tabánban
- Adjál kölcsön 50 pengőt holnapig
- Aranysárga falevél
- Az ember egy léha, egy könnyelmű senki
- Bajtárs, ma még tán
- Bevonuló csárdás
- Bogyó, bogyó
- Boldog én az életben
- Búskomor a liba
- Com, com, com
- De korán van záróra
- Én lassan öregszem
- Én legszívesebben ma lefeküdnék
- Ezer csók a jelsó
- Fenyő, fenyő, jaj de magas fenyő
- Giling-galang szól a harang (Albus szappanreklám)
- Göncölszekér az égen egy percig megállj még
- Hawaii gitáron de szép a tangó
- Jóska, levelet hozott a posta
- Katókám édes
- Kék nefelejcs el ne felejts
- Kincses Kolozsváron
- Künn a dorozsmai határban (Puszta fox) – a zeneszerző legismertebb dala, mely nemzetközileg is híressé vált, mások mellett Rökk Marika tette ismertté. A dal spanyol változatának Amor en Budapest a címe.
- Legszebb város Batyi
- Legyen úgy, mint régen volt
- Lesz még nekünk
- Lombos fákon rigófészek
- Mért fáj a szívem
- Mint egy koldus úgy állok az ablakod alatt
- Ne legyen tavasz
- Ne tudjad meg soha, mi a nehéz bánat
- Nem messze van innen Pilis
- Nem tudom én, mi van velem
- Nem vagyok én már az, aki voltam
- Nincs énnékem fogatom
- Nincsen szíja a bakancsomnak
- Nincsen szóda a borban
- Országúton hosszú a jegenyesor
- Sárban masírozik a baka
- Sárgarázből van a pipakupakom
- Sárgarigófészek
- Szárnya, szárnya
- Szép aszonyom, bevallhatom
- Szomorú nyárfalevél
- Te vagy az édes
- Toponári Mári
- Vedd le a kalapod a honvéd előtt

## Főbb művei

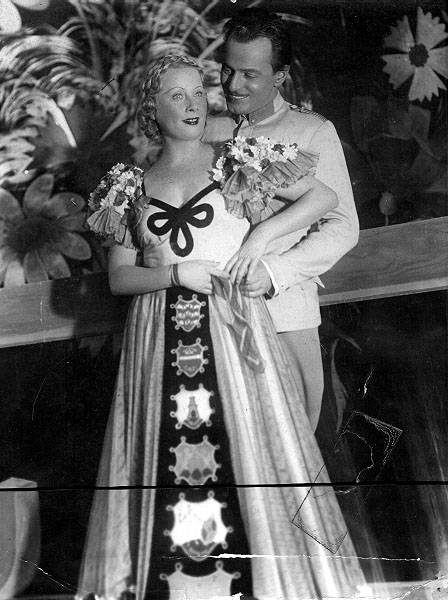
Erdélyi Mihály: Legyen úgy, mint régen volt. Erzsébetvárosi Színház. Honthy Hanna, Jávor Pál.

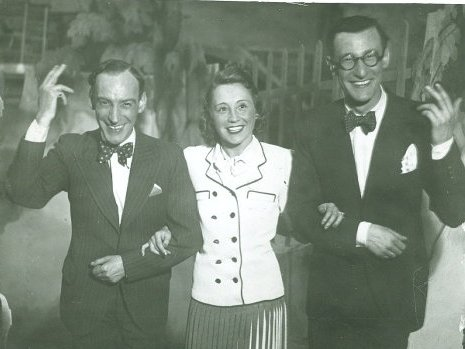
Latabár Kálmán, Fejes Teri és ifj. Latabár Árpád Erdélyi Mihály: Sárgarigófészek című operettjében

- Hazudik a muzsikaszó (1922, csak a librettó Erdélyitől, zene: Neumann Ferenc)
- Mintha álom volna (1923)
- Napkelet rózsája (1925)
- Mit susog a fehér akác? (1929)
- Tahi Tóth Veronika (1931)
- Túl a Dunán Baranyában (1931)
- Szaturnusz (1932)
- Délibáb kisasszony (1932)
- Sirokkó (1932)
- Kínai fronton (1932)
- Csókos regiment (1932)[4]
- Fehérvári huszárok (1933)
- A csavargólány (1936)
- Sárgapitykés közlegény (1937)
- Legyen úgy, mint régen volt (1938)
- Zimberi-zombori szépasszony (1939)
- Sárgarigófészek (1940)
- Vedd le a kalapod a honvéd előtt (1942)
- A két kapitány (1943)

## Színházi szerepeiből
- William Shakespeare: A makrancos hölgy... Baptista szolgája
- Edmond Rostand: Cyrano de Bergerac... Kapus
- John Patrick: Teaház az augusztusi holdhoz... Öregember
- Jean Anouilh: Antigoné... Harmadik őr
- Jean-Paul Sartre: A tisztességtudó utcalány... Egy férfi
- Forgács István: Vándormadarak... Csapos
- Móricz Zsigmond: Nem élhetek muzsikaszó nélkül... Peták mindenes
- Illés Béla: Szivárvány... Második tűzoltó
- Kodolányi János: Földindulás... Öreg szektás:
- Huszka Jenő: Mária főhadnagy... Bécsi kocsmáros
- Lehár Ferenc: Pacsirta... Kocsmáros